# Адриан Шепард
Адриа́н Ше́пард (англ. Adrian Shephard) — вымышленный персонаж и главный герой компьютерной игры Half-Life: Opposing Force, официального дополнения и сюжетного спин-оффа к игре Half-Life, разработанного компанией Gearbox Software и выпущенного в 1999 году. По сюжету Opposing Force, Шепард — капрал военного спецподразделения HECU, которое было направлено для устранения следов инцидента, случившегося в научно-исследовательском комплексе «Чёрная Меза». В игре он экипирован бронежилетом P.C.V., противогазом и прибором ночного видения, поэтому на официальных изображениях лицо Шепарда не показано.
Геймдизайнер Рэнди Питчфорд хотел, чтобы фамилия Адриана была двусложной и несла в себе дословное значение — так же, как и фамилия главного героя оригинальной Half-Life, Гордона Фримена. Рэнди понравилось слово shepard, когда они со своим коллегой обсуждали фильм «Криминальное чтиво», где персонаж Джулс Уиннфилд приводит библейскую цитату о пастыре (shepard является неправильным написанием английского слова shepherd — «пастырь», «пастух»). Он решил добавить в середину слова букву «H», поскольку она придавала ему уникальное написание и образовывала во втором слоге слово hard (англ. hard — «крепкий», «жёсткий»).
Появившись только в Half-Life: Opposing Force, персонаж Адриан Шепард вызвал большую популярность среди игроков и игровых сообществ. На протяжении многих лет фанаты игры не теряют интерес к персонажу, продолжают обсуждать его на различных сайтах и всё ещё ожидают его появление в будущих играх вселенной Half-Life.

## Роль в сюжете

### Half-Life: Opposing Force
На момент событий, происходящих в Half-Life: Opposing Force, Адриану Шепарду 22 года. Он является капралом морской пехоты, приписанным к спецподразделению HECU, которое располагается в вымышленной военной базе Сантего в Аризоне. В ходе тренировок Адриан подвергался углубленному изучению обращения с пистолетом Desert Eagle и снайперской винтовкой M40A1, что характерно для специализации снайпера. Шепард был отправлен в числе других солдат HECU для уничтожения инопланетной угрозы в исследовательском комплексе «Чёрная Меза», возникшей в результате инцидента, а также ликвидации всего выжившего персонала. Однако, встретив серьёзное сопротивление со стороны пришельцев, Шепард и несколько других солдат оказались отрезаны от основных войск, эвакуировавшихся с территории комплекса. Попав в самое пекло противостояния разных сил — существ из мира Зен, Расы X и прибывших на смену HECU чёрных оперативников, — Адриан оказывается в одном положении с теми, кого он должен был уничтожить. Теперь молодому капралу приходится прикладывать все усилия, чтобы выжить в агонизирующем комплексе.
Пути Шепарда и Гордона Фримена, главного героя оригинальной игры Half-Life, пересекаются лишь однажды — в телепорте комплекса «Лямбда», за мгновение до прыжка Фримена в портал к миру Зен. Чтобы не вносить изменения в сюжетный канон Half-Life, встреча носит лишь характер наблюдения за Фрименом. Если игрок в роли Шепарда прыгнет в портал вслед за Фрименом, то окажется в пустоте рядом с островом Зена, где оказался Фримен, и упадёт в бездну. При этом возникает надпись: «Наблюдение остановлено: Субъект совершил попытку создания временного парадокса». То же самое происходит, если Шепард убивает бегущего к порталу Фримена, стреляя ему в спину.
Таинственный персонаж G-Man оказался заинтересован Шепардом: еще до инцидента в Чёрной Мезе его можно заметить в тренировочном лагере; в своём дневнике Адриан пишет, что тот не один раз наблюдал за ним. В Чёрной Мезе G-Man спасает Адриана из быстро заполняющейся радиоактивной жидкостью комнаты, но позже предотвращает его эвакуацию вместе с оставшимися силами HECU. Ближе к финалу G-Man включает ядерное устройство, отключенное Шепардом ранее, и тем самым обрекает Чёрную Мезу на уничтожение. Когда Адриан убивает огромного геночервя, G-Man встречается с капралом лицом к лицу. G-Man остаётся восхищён им, говоря, что ему импонируют люди, способные «адаптироваться и выживать несмотря ни на что» — равно как и он сам. Однако Шепард всё ещё является опасным свидетелем, поэтому G-Man оставляет его в живых, но только в неизвестном месте, где тот не сможет причинить вреда ни себе, ни другим. Игра заканчивается надписью со словами «Задержан» и «Ожидает дальнейшего решения».

### Half-Life: Blue Shift
Адриан Шепард упоминается во втором дополнении от Gearbox Software — Half-Life: Blue Shift, где главным героем является охранник Барни Калхаун. В главе «Duty Calls» игрок в роли Барни может увидеть пару солдат HECU, сбрасывающих трупы в канализацию. Один из солдат при этом жалуется: «Только потому, что команда Шепарда не сделала это, мы должны заниматься этим дерьмом?».

### Дальнейшая судьба
По словам сценариста игр серии Half-Life Марка Лэйдлоу, некоторые идеи Opposing Force целиком принадлежали Gearbox Software и не будут пересекаться с основным сюжетным каноном. В 2009 году Лэйдлоу сказал, что отношение Адриана Шепарда к этому канону напоминает кота Шрёдингера: «Он и каноничен, и неканоничен — зависит от того, будет ли G-Man использовать его или не будет».
Дальнейшая судьба Адриана Шепарда неизвестна. Предположительно, G-Man поместил его в стазис, где он на протяжении всей серии Half-Life оставлял Гордона Фримена. Разработчик основных игр серии, компания Valve, получала множество писем от фанатов, в которых те просили включить Шепарда в сюжет последующих игр, начиная с Half-Life 2, и уточняли, появится ли этот персонаж в будущих играх вообще. Одному из таких фанатов директор компании Valve Гейб Ньюэлл ответил в 2006 году: «Я уверен, когда-нибудь мы вернёмся к нему». В 2007 году маркетинговый директор компании Даг Ломбарди заявил сайту Eurogamer, что хотя в планах у Valve пока что нет проекта с участием Адриана Шепарда, он, как и сама игра Half-Life: Opposing Force, получил очень хорошие отзывы от игроков, поэтому разработчики не намерены избавляться от этого персонажа. «Так что посмотрим» — заключил Даг.
Согласно документальному фильму The Untold History of Arkane: Dishonored/Prey/Ravenholm/LMNO/The Crossing, вышедшему в мае 2020 года, Адриан Шепард должен был стать главным героем отменённой игры Return to Ravenholm от Arkane Studios, которая разрабатывалась под руководством Valve.

## Значимость персонажа

### Отзывы и критика
Главный герой Half-Life: Opposing Force завоевал расположение как игроков, так и игровых критиков. Сайт IGN в рецензии на Opposing Force отметил, что Адриан Шепард как солдат выглядит более опытным в сражении, чем Гордон Фримен в Half-Life — казалось немного странным, что учёный способен обращаться с оружием как профи. GamePro придерживался того же мнения: «Как и Гордону Фримену в Half-Life, Шепарду приходится выживать (полагаясь, в основном, только на себя) в абсолютно враждебной среде. В отличие от Фримена, он не какой-то эксцентричный учёный, а тренированный солдат, который способен надрать задницу на уровне профессионала». Сайты Eurogamer и The Average Gamer единодушно называют Адриана Шепарда звездой Opposing Force. The Average Gamer даже посвятил персонажу небольшую статью «Как Адриан Шепард спас Duke Nukem Forever». В статье рассказывается, что хотя Адриан Шепард не настолько знаменит, как Гордон Фримен или Барни Калхаун, его приключения в Half-Life: Opposing Force принесли компании Gearbox Software огромный успех, благодаря которому она переняла и довела до завершения разработку игры Duke Nukem Forever, создание которой длилось 13 лет и было на грани закрытия. «Без персонажа Half-Life Адриана Шепарда, ставшего звездой Half-Life: Opposing Force и обеспечившего успех Gearbox Software, Duke Nukem Forever умер бы 8 мая 2009 года».
С самого выхода Half-Life: Opposing Force в 1999 году капрал Адриан Шепард не перестаёт фигурировать в обсуждениях игроков на различных сайтах, посвящённых серии игр Half-Life. В первую очередь, игроки не перестают желать возвращения Шепарда в будущих играх серии, включая ожидаемую Half-Life 3, или же пережить ещё одну историю этого персонажа как главного героя в новом спин-оффе. Среди игроков популярны предположения о том, что персонаж G-Man, впечатлённый способностями капрала в Opposing Force, может использовать его так же, как Гордона Фримена. Считается, например, что после утраты контроля над Фрименом в Half-Life 2: Episode One G-Man вполне может найти ему замену в лице Адриана. Шепарда и Фримена часто сравнивают на игровых форумах, выясняя, какой персонаж лучше, а также фантазируют о столкновении двух героев в поединке; к слову, многие считают Шепарда фактическим противником Гордона Фримена. Интерес к персонажу проявляется и в том, что нет доподлинного представления о его внешности, поскольку лицо капрала всегда скрыто противогазом.
Лишь некоторые игроки, вопреки заявлениям Valve, не верят в возвращение капрала Шепарда в серию Half-Life, или же считают его неканоничным, поскольку в ходе разработки Opposing Force идея персонажа принадлежала Gearbox Software. Перед выходом Half-Life 2 голосование на форумах HalfLife2.net (ValveTime) выявило, что 61,4 % опрошенных игроков хотели бы неожиданного появления Шепарда в игре, предпочитая его знакомству с таинственными нанимателями G-Man’а. В 2010 году, спустя почти три года после выхода Half-Life 2: Episode Two, опрос на сайте Half-Life Inside показал, что лишь 7,8 % (685 голосов из 8811) склонились в пользу того, что следующая игра серии должна быть посвящена дальнейшим приключениям Адриана Шепарда. Кроме того, в июле 2008 года фанатами главного героя Opposing Force был даже учреждён сбор подписей к петиции, призывающей разработчиков к тому, чтобы Шепард появился в одной из следующих игр серии — будь то просто камео, упоминание или незначительная отсылка. К сентябрю 2014 года она набрала 210 подписей, после чего сайт петиции закрылся.

### Шепард в игровой культуре
В связи с тем, что судьба Шепарда пока ещё остаётся неизвестной, авторы сторонних модификаций к играм Half-Life придумывают собственные версии дальнейших приключений капрала. К таким модификациям для первой Half-Life относятся, например, Dark Operations, в котором Шепард приходит в себя в мире Зен и возвращается обратно в Чёрную Мезу, а также продолжение этой модификации — Retaliation. Для Half-Life 2 активно разрабатывалась модификация Opposing Force 2 — пользовательское продолжение игры Half-Life: Opposing Force, в котором G-Man пробуждает Шепарда во время Семичасовой войны. Шепард вместе с повстанческим «Отрядом Феникса» вступает в борьбу с вторгнувшимся на Землю Альянсом и пытается закрыть образовавшийся пространственный разлом. В июле 2014 года команда разработчиков сообщила, что остановила работу над модификацией на неопределённое время, в будущем планируя объединить усилия с другими разработчиками. С аналогичным сюжетом также создавалась модификация Operation Shephard, однако её разработка была прекращена. Сюжет ещё одной отменённой модификации, Opposing Shephard, предполагал дальнейшее противостояние Шепарда с Расой X. Одна из выпущенных модификаций под названием Awakening повествует о том, как G-Man будит Шепарда на арктической базе Сопротивления до событий Half-Life 2 и даёт ему задание уничтожить инопланетный корабль, найденный Альянсом.

Адриан Шепард в Beyond Black Mesa

В 2011 году, на волне фанатских короткометражных фильмов по вселенной Half-Life, появился фильм Beyond Black Mesa, в котором Адриан Шепард является главным героем. Действия фильма развиваются спустя пять лет после инцидента в Чёрной Мезе. Выпущенный из стазиса G-Man’а уже без своего противогаза и солдатской формы, Шепард оказывается в мире, разрушенном из-за вторжения Альянса, и присоединяется к людям, пытающимся сопротивляться этой инопланетной цивилизации. В конце фильма Адриан вместе с неизвестной девушкой из числа бойцов способствуют тому, чтобы послание о вторжении было передано как можно большему числу людей. Рассчитывая на то, что передача сообщения удалась, Шепард объявляет, что его история заканчивается здесь, «чтобы у мира за гранью Чёрной Мезы ещё был шанс». После этого Адриан и девушка взрывают себя гранатой вместе с окружившими их солдатами Альянса.
В 2015 году вышло ещё одно короткометражное видео про Шепарда под названием Reinstated: Prologue. Это видео было сделано в жанре машинимы и подготовлено командой Sheath Entertainment для специального конкурса Saxxy Awards 2015, который проводится среди работ, созданных при помощи программы Source Filmmaker. Бо́льшая часть видео пересказывает события Half-Life: Opposing Force, в которых капрал Шепард и HECU выполняют свою миссию в Чёрной Мезе. В конце видео выясняется, что показанное было сном либо воспоминанием Шепарда, который был внедрён G-Man’ом в захваченный Альянсом мир Half-Life 2. Видео заканчивается тем, что скрывающийся в тени капрал замечает некую девушку, одетую в стиле милитари, за которой увязываются двое патрульных Гражданской обороны Альянса. Он надевает свой противогаз и пускается вслед за ними. В 2016 году от той же Sheath Entertainment вышел другой короткометражный видеоролик — Reinstated: The Arrival, где Шепард оказывается вовлечённым в события бета-версии Half-Life 2: в конце видео показаны вырезанные из оригинальной игры Консул (прототип Уоллеса Брина) и ассасин-пришелец, а также ранняя Цитадель.

### Отсылки к Адриану Шепарду
- В романе A Big Boy Did It and Ran Away автор Кристофер Брукмайр[англ.] часто делает отсылки на различные компьютерные игры. Не обошлась без внимания и серия Half-Life: одной из отсылок к ней является капитан SAS, которого зовут Адриан Шепард[47].
- В игре F.E.A.R. по радио можно услышать несколько сообщений от А. Шепарда, координатора спецназа группы «Дельта»[48].
- В 2007 году компания Valve выпустила игру Portal, действие которой происходит во вселенной серии Half-Life. До её релиза многие игроки заметили, что сокращённое название портальной пушки из этой игры — ASHPD (от Aperture Science Handheld Portal Device) — напоминает аббревиатуру от имени Адриана Шепарда (англ. Adrian Shephard). Имели место слухи, что такое сходство неслучайно, однако разработчики назвали его просто совпадением, которому они и сами удивились[14][49]. Однако это натолкнуло их на идею внести в игру пасхальное яйцо: на встречающихся в игре клавиатурах цветом выделено несколько клавиш, образующих имя Адриана Шепарда[50].